# Musanzaza
Musanzaza är ett vattendrag i Burundi.   Det ligger i provinsen Rutana, i den centrala delen av landet, 90 km sydost om huvudstaden Bujumbura.
Omgivningarna runt Musanzaza är en mosaik av jordbruksmark och naturlig växtlighet. Runt Musanzaza är det ganska tätbefolkat, med 185 invånare per kvadratkilometer.